# Looking Forward (album)
Looking Forward è il quattordicesimo album in studio, terzo come quartetto, del supergruppo rock Crosby, Stills, Nash & Young, pubblicato il 26 novembre 1999.

## Tracce
1. Faith in Me – 4:21 (Stephen Stills, Joe Vitale)
2. Looking Forward – 3:07 (Neil Young)
3. Stand and Be Counted – 4:52 (David Crosby, James Raymond)
4. Heartland – 4:28 (Graham Nash)
5. Seen Enough – 5:14 (Stephen Stills)
6. Slowpoke – 4:31 (Neil Young)
7. Dream for Him – 5:03 (David Crosby)
8. No Tears Left – 5:06 (Stephen Stills)
9. Out of Control – 4:09 (Neil Young)
10. Someday Soon – 3:43 (Graham Nash)
11. Queen of Them All – 4:23 (Neil Young)
12. Sanibel – 4:20 (Denny Sarokin)

## Formazione
Gruppo
- David Crosby - voce, chitarra acustica, chitarra elettrica
- Stephen Stills - voce, chitarre, organo Hammond B3, maracas, basso, contrabbasso, percussioni
- Graham Nash - voce, chitarra
- Neil Young - voce, chitarre, tiple, armonica a bocca, celeste

Altri musicisti
- Mike Finnigan - organo Hammond B3
- James Hutch Hutchinson - basso
- Alex Acuña - timbales
- Luis Conte - congas, bata
- Joe Vitale - batteria, bata, organo Hammond B3
- Donald Dunn - basso
- Lenny Castro - percussioni
- Joe Lala - congas
- Snuffy Garrett - chitarra
- Spooner Oldham - tastiera, organo Hammond
- Ben Keith - pedal steel guitar, dobro
- Jim Keltner - batteria
- Vince Charles - percussioni
- Gerald Johnson - basso
- Denny Sarokin - chitarra
- Craig Doerge - tastiera

## Classifiche
| Classifica (1999) | Posizione massima |
| ----------------- | ----------------- |
| Francia           | 60                |
| Germania          | 10                |
| Norvegia          | 7                 |
| Paesi Bassi       | 15                |
| Regno Unito       | 54                |
| Stati Uniti       | 26                |
| Svezia            | 26                |